# Perversion
Ordet perversion används i dagligt tal som en nedsättande term för (vanemässigt) tabubelagt eller starkt avvikande beteende, framförallt sexuella beteendemönster. Vetenskapligt har termen ersatts av parafili, som inte automatiskt avser något negativt.

## Etymologi
Själva ordet perversion kommer från det latinska verbet perverto ('vända upp och ned', 'fördärva'), via senlatinets perversio ('omvridning' eller 'förvridning').
Förkortningen pervo förekommer (se exempelvis skämtserien Pervo-Kris).

## Historia
Perversion som begrepp betecknade ursprungligen en interaktionsmodell inför ett specifikt fenomen, som uppfattades som sjuklig och osund. Med tiden har ordet fått en mer specificerad innebörd, och det används numera oftast som synonym till "avvikande sexualitet", en kategorisering som med tiden blivit allt mer kontroversiell. Den relaterade personliga egenskapen – adjektivet pervers – uppfattas numera som ett rent skällsord utan vetenskaplig grund (jämför den direkt motsatta egenskapen pryd).
Till "avvikande sexualitet" har räknats det mesta utom begär riktat mot personer av motsatt kön och i ungefär samma ålder. I flertalet demokratiska länder räknas numera sexuella beteenden som är lagliga som acceptabla, förutsatt att de inblandade har samtyckt. Exempelvis avförde Socialstyrelsen år 2009 BDSM med relaterade aktiviteter från den svenska versionen av ICD-10, en allmänt accepterad standard för klassificering av sjukdomar, fastställd av WHO som 2018 gjorde detsamma i den internationella versionen. Däremot är vissa av dessa handlingar i bland annat Sverige ännu på 2020-talet olagliga att visa upp i media.